# Я ще не все тобі сказав
«Я ще не все тобі сказав» — пісня Володимира Івасюка на музику Степана Пушика, написана 1979 року.

## Історія створення
Пісня «Я ще не все тобі сказав» написана разом з Степаном Пушиком спеціально для «Пісні-79». Запис зробив Назарій Яремчук, але до ефіру пісню не випустили. Потім стало відомо, що заборона йшла «зверху», оскільки в Канаді вийшла платівка, що підтримувала політв'язнів СРСР. До її складу ввійшли й пісні Івасюка.